# Олбери
Олбери (енгл. Albury) је град Аустралији у савезној држави Нови Јужни Велс. Према попису из 2006. у граду је живело 73.497 становника.

## Становништво
Према попису, у граду је 2006. живело 73.497 становника.
| 1991.  | 1996.  | 2001.  | 2006.  |
| ------ | ------ | ------ | ------ |
| 63,614 | 67,316 | 69,880 | 73,497 |